# Kanton Aillant-sur-Tholon
Kanton Aillant-sur-Tholon (fr. Canton d'Aillant-sur-Tholon) byl francouzský kanton v departementu Yonne v regionu Burgundsko. Skládal se z 20 obcí. Zrušen byl po reformě kantonů 2014.

## Obce kantonu
- Aillant-sur-Tholon
- Branches
- Champvallon
- Chassy
- Fleury-la-Vallée
- Guerchy
- Laduz
- Merry-la-Vallée
- Neuilly
- Les Ormes
- Poilly-sur-Tholon
- Saint-Aubin-Château-Neuf
- Saint-Martin-sur-Ocre
- Saint-Maurice-le-Vieil
- Saint-Maurice-Thizouaille
- Senan
- Sommecaise
- Villemer
- Villiers-sur-Tholon
- Volgré